# Biroia tricolor
Biroia tricolor är en stekelart som först beskrevs av Günther Enderlein 1920.  Biroia tricolor ingår i släktet Biroia och familjen bracksteklar. Inga underarter finns listade.